# Сырцевка (Тверская область)
Сы́рцевка — деревня в Бежецком муниципальном округе Тверской области. Входит в состав Лаптихинского сельского поселения. До 2006 года центр Сырцевского сельского округа.
Находится в 20 км к юго-западу от районного центра Бежецк, на автодороге «Тверь—Бежецк—Весьегонск—Устюжина». В 1,5 км к югу — река Молога.
Население по переписи 2002 года — 331 человек, 158 мужчины, 173 женщины.
В деревне находится отделение почты, два продуктовых магазина и медпункт.
В 2024 г. в Сырцевке начала успешно реализовываться государственная программа догазификации.

## История
В Списке населенных мест Тверской губернии 1859 года в Бежецком уезде указаны казённые Постоялые дворы на Тверском тракте, при реке Сырцевке (5 дворов, 19 жителей). В конце XIX века Сырцевка числится как крестьянский посёлок Скорыневской волости.
В 1940 году деревня Сырцевка (20 дворов) в составе Скорыневского сельсовета Бежецкого района Калининской области.
В 1997 году — 114 хозяйств, 393 жителя; администрация Сырцевского сельского округа, центральная усадьба колхоза «Светлый Путь», школа, клуб, столовая, медпункт, почта, магазин.

## Население
| 1996 | 2008 | 2010 |
| ---- | ---- | ---- |
| 393  | ↘360 | ↘336 |